# 拖船埠 (潜江)
30°15′57″N 112°59′33″E / 30.26588°N 112.99254°E
拖船埠，是中华人民共和国湖北省仙桃市与潜江市的交界地，位于潜江渔洋镇。

## 沿革
拖船埠在清朝时期，是潜江的重要集镇，位于潜江、沔阳、监利三县的交界处。贺龙率部抵达拖船埠时，称其“不是梁山胜似梁山”。1925年汉口惨案爆发后，中共武汉地委派大量潜江学生回乡从事民运，并在拖船埠一带陆续建立中共党支部。1927年1月，此处曾为红五军的驻地。1929年2月，中共鄂西特委决定组建中共潜江临时县委，机关驻小南海，书记为胡幼松。9月，临时县委改为特支，胡幼松仍任书记。11月，正式成立中共潜江县委，机关驻拖船埠。